# Gare de Cloyes
Gare de Cloyes vasútállomás Franciaországban, 
- Cloyes-sur-le-Loir
- Cloyes les Trois Rivières

 településen.

## Vasútvonalak
Az állomást az alábbi vasútvonalak érintik:
- Párizs-Tours-vasútvonal

## Kapcsolódó állomások
A vasútállomáshoz az alábbi állomások vannak a legközelebb:
- Gare de Fréteval - Morée (Gare de La Membrolle-sur-Choisille)
- Gare de Châteaudun (Gare de Brétigny)